# 朱縉 (正統進士)
朱縉（1419年—？），字廷儀，浙江紹興府餘姚縣人，民籍。明朝政治人物。進士出身。

## 生平
正統六年（1441年）辛酉科浙江鄉試第十九名，正統十年（1445年）乙丑科進士第三甲第六十二名。景泰间，以监察御史，擔任常德府知府。不事武健，均徭役，薄赋税。在任六年，清苦特甚，民爱之如父母。因疾卒於任內。

## 家族
曾祖朱思問。祖父朱南牖。父朱希亮，曾任國子監學正。